# Berło sztyletowe

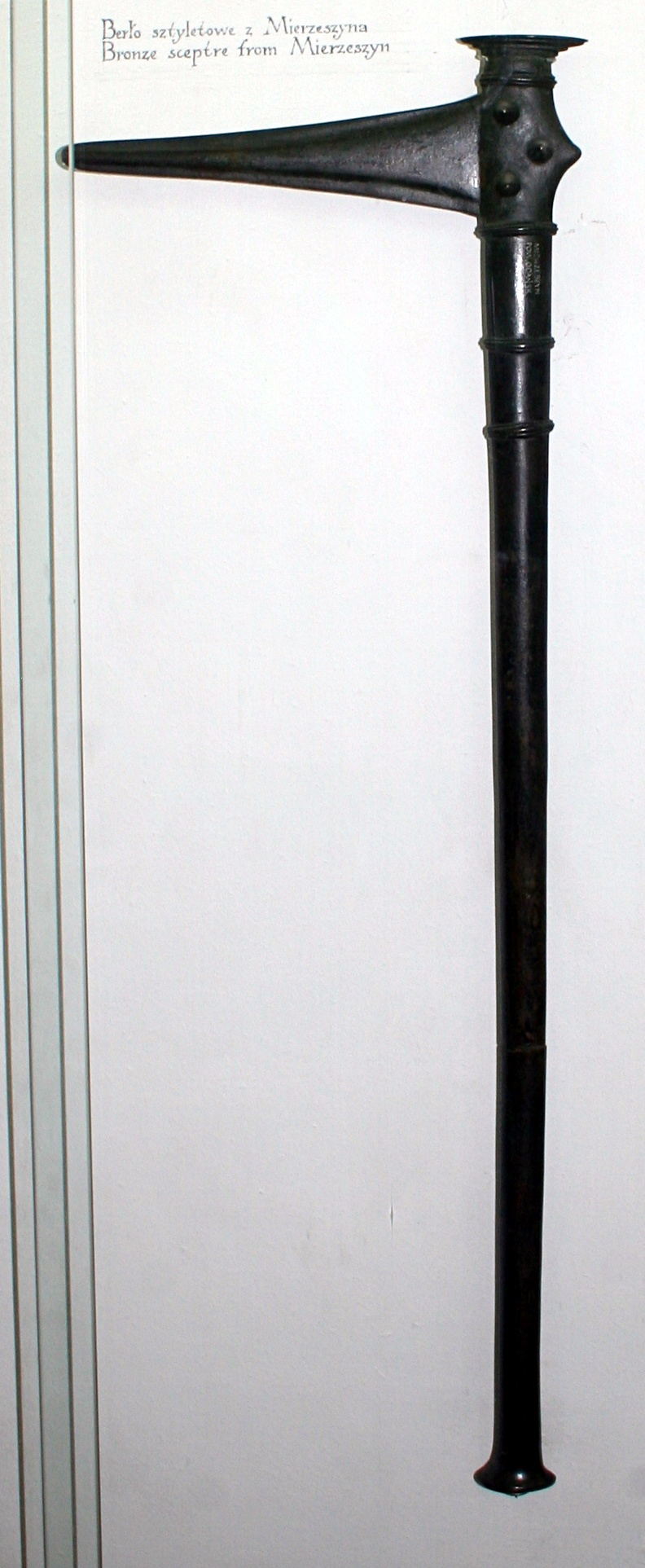
Berło sztyletowe z Mierzeszyna. Eksponowane w Muzeum Archeologicznym w Gdańsku

Berło sztyletowe – odmiana berła występującego w okresie wczesnej epoki brązu, a w szczególności w czasie trwania kultury unietyckiej. 
Berło sztyletowe było oznaką władzy, ale także narzędziem walki. Najczęściej wykonane było ze sztyletu z brązu osadzonego poprzecznie na drewnianym drzewcu. Rzadziej spotykane berła były całkowicie wykonane z brązu. Bardzo często drzewce berła było wzmacniane obręczami metalowymi. 
Berła sztyletowe odkryto m.in.: w rejonie tzw. wielkopolskich piramid, a także na Kujawach.